# Carcans
Carcans település Franciaországban, Gironde megyében. Lakosainak száma 2415 fő (2022. január 1.). Carcans Hourtin, Brach, Lacanau, Listrac-Médoc és Saint-Laurent-Médoc községekkel határos.

## Népesség
A település népességének változása:
| Lakosok száma | 1134 | 1242 | 1503 | 2061 | 2307 | 2388 | 2413 | 2418 | 2420 | 2415 |
|               | 1968 | 1982 | 1990 | 2006 | 2013 | 2015 | 2017 | 2019 | 2020 | 2022 |